# 省部共建
省部共建是中国大陆地区高等学校的一种特殊教育生态模式，即中华人民共和国国务院相关部委与相关省（直辖市、自治区）人民政府共建的高等院校。实行“省部共建”的大学主要为两类：一是为实施国家层面的211工程、985工程、中西部高校基础能力建设工程，建设国际一流及国际知名高水平大学，国务院相关部委拉动地方政府配套支持部属高校发展的规划；二是地方高等院校依靠学校特色及优势在省级政府支持下积极争取国家对应部委支持以拓展教育经费资源、提升自身水平的战略。该种建制是衡量中国内地高等学校的重要标志与指标之一，其中，如果院校由相关部委和中华人民共和国教育部参与合建，则表明该校有相对明显的优势及实力。